# Tiny Dynamine
Albums de Cocteau Twins
Aikea-Guinea (en) Echoes in a Shallow Bay
Tiny Dynamine est un EP du groupe de rock britannique d'origine écossaise Cocteau Twins sorti en octobre 1985 sur le label 4AD. Il comporte quatre morceaux ne figurant sur aucun album du groupe.
Il paraît deux semaines avant un autre EP, Echoes in a Shallow Bay, dont les quatre titres ont été enregistrés au même moment. Tiny Dynamine et Echoes in a Shallow Bay apparaissent comme un diptyque musical, il n'est pas possible de les évoquer séparément. Les deux disques sont d'ailleurs regroupés en un seul, au format CD, le 15 novembre 1985.
Avec ces deux EPs, le groupe entre dans une nouvelle phase où il développe des atmosphères plus abstraites et travaille davantage les sonorités, ouvrant la voie pour les albums suivants.
Plusieurs titres font référence à des noms de papillons. Ainsi, sur ce EP, Plain Tiger, qui est le nom vernaculaire en anglais du petit monarque.

## Liste des titres
Toutes les chansons sont écrites et composées par Cocteau Twins (Elizabeth Fraser, Robin Guthrie, Simon Raymonde).
| No | Titre             | Durée |
| -- | ----------------- | ----- |
| 1. | Pink Orange Red   | 4:41  |
| 2. | Ribbed and Veined | 4:00  |
| 3. | Plain Tiger       | 4:01  |
| 4. | Sultitan Itan     | 3:53  |

## Classements hebdomadaires
| Classement (1985)              | Meilleure position |
| ------------------------------ | ------------------ |
| Royaume-Uni (UK Singles Chart) | 52                 |